# Phrudophleps
Phrudophleps is een geslacht van vlinders van de familie spanners (Geometridae), uit de onderfamilie Ennominae.

## Soorten
- P. violata Warren, 1907
- P. viridis Warren, 1903